# پغمان
پغمان شهری است در تپه‌های نزدیک پایتخت افغانستان، شهر کابل که در ولسوالی پغمان واقع شده است. جمعیت آن براساس آمار سال ۲۰۰۲، ۱۲۰۰۰۰ نفر بوده است که از مردمان اکثریت تاجیک و اقلیت پشتون تشکیل شده است. باغ پغمان یکی از جاذبه‌های بزرگ این شهر است و باعث شده گاهی آن را باغ پایتخت افغانستان بخوانند.

## شهرهای خواهر
- آلیس اسپرینگز، استرالیا، از جنوری ۲۰۰۵.[۲]